# El Pinar (Granada)
El Pinar er en kommune i det sydøstlige Spanien i provinsen Granada. Den har et indbyggertal på 870 (2024) indbyggere.